# Acrida turrita
Acrida turrita är en insektsart som först beskrevs av Carl von Linné 1758.  Acrida turrita ingår i släktet Acrida och familjen gräshoppor. Inga underarter finns listade i Catalogue of Life.

## Bildgalleri

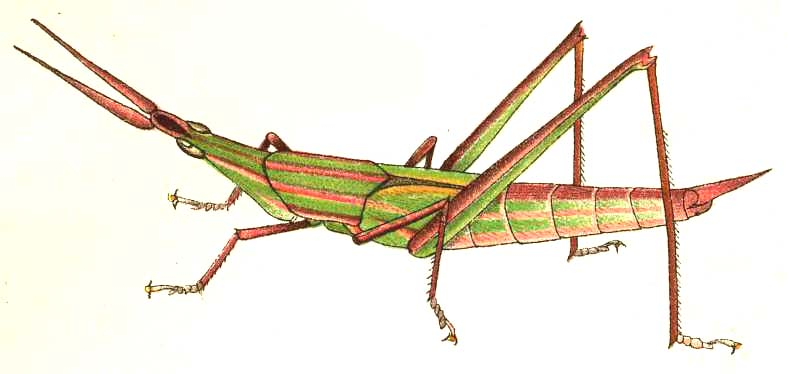
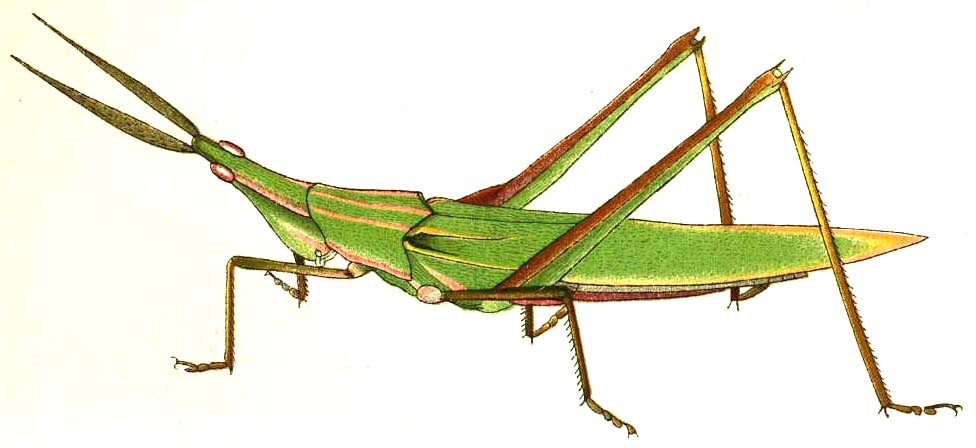
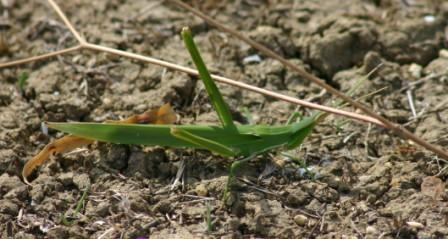